# Miasta w Peru
Według danych oficjalnych pochodzących z 2007 roku Peru posiadało ponad 110 miast o ludności przekraczającej 10 tys. mieszkańców. Ludność miejska stanowi około 72% ogółu mieszkańców Peru. Stolica kraju Lima jako jedyne miasto liczyło ponad 5 milionów mieszkańców; 3 miasta z ludnością 500÷1000 tys.; 17 miast z ludnością 100÷500 tys.; 15 miast z ludnością 50÷100 tys.; 35 miast z ludnością 25÷50 tys. oraz reszta miast poniżej 25 tys. mieszkańców.

## Największe miasta w Peru
Największe miasta w Peru według liczebności mieszkańców (stan na 21.10.2007):
| L.p. | Miasto   | Region      | Liczba ludności |
| ---- | -------- | ----------- | --------------- |
| 1.   | Lima     | miasto Lima | 8 472 935       |
| 2.   | Arequipa | Arequipa    | 784 651         |
| 3.   | Trujillo | La Libertad | 682 834         |
| 4.   | Chiclayo | Lambayeque  | 524 442         |
| 5.   | Piura    | Piura       | 377 496         |
| 6.   | Iquitos  | Loreto      | 370 962         |
| 7.   | Cuzco    | Cuzco       | 348 935         |
| 8.   | Chimbote | Ancash      | 334 568         |
| 9.   | Huancayo | Junín       | 323 054         |
| 10.  | Pucallpa | Ukajali     | 272 616         |

## Alfabetyczna lista miast w Peru
Spis miast Peru powyżej 10 tys. mieszkańców według danych z ostatniego spisu ludności z 2007 roku (czcionką pogrubioną wydzielono miasta powyżej 1 mln):
- Abancay
- Aguaytía
- Ananea
- Andahuaylas
- Arequipa
- Ayacucho
- Ayaviri
- Azangaro
- Bagua

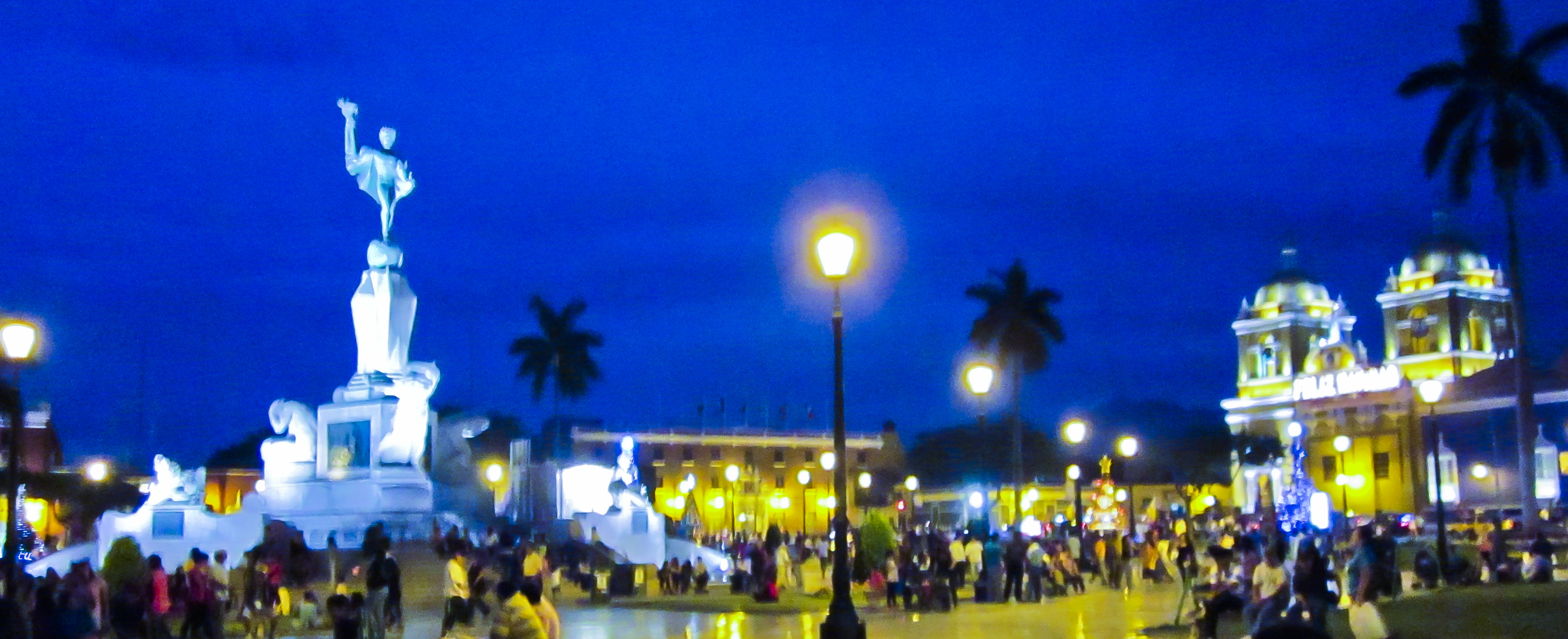
Trujill

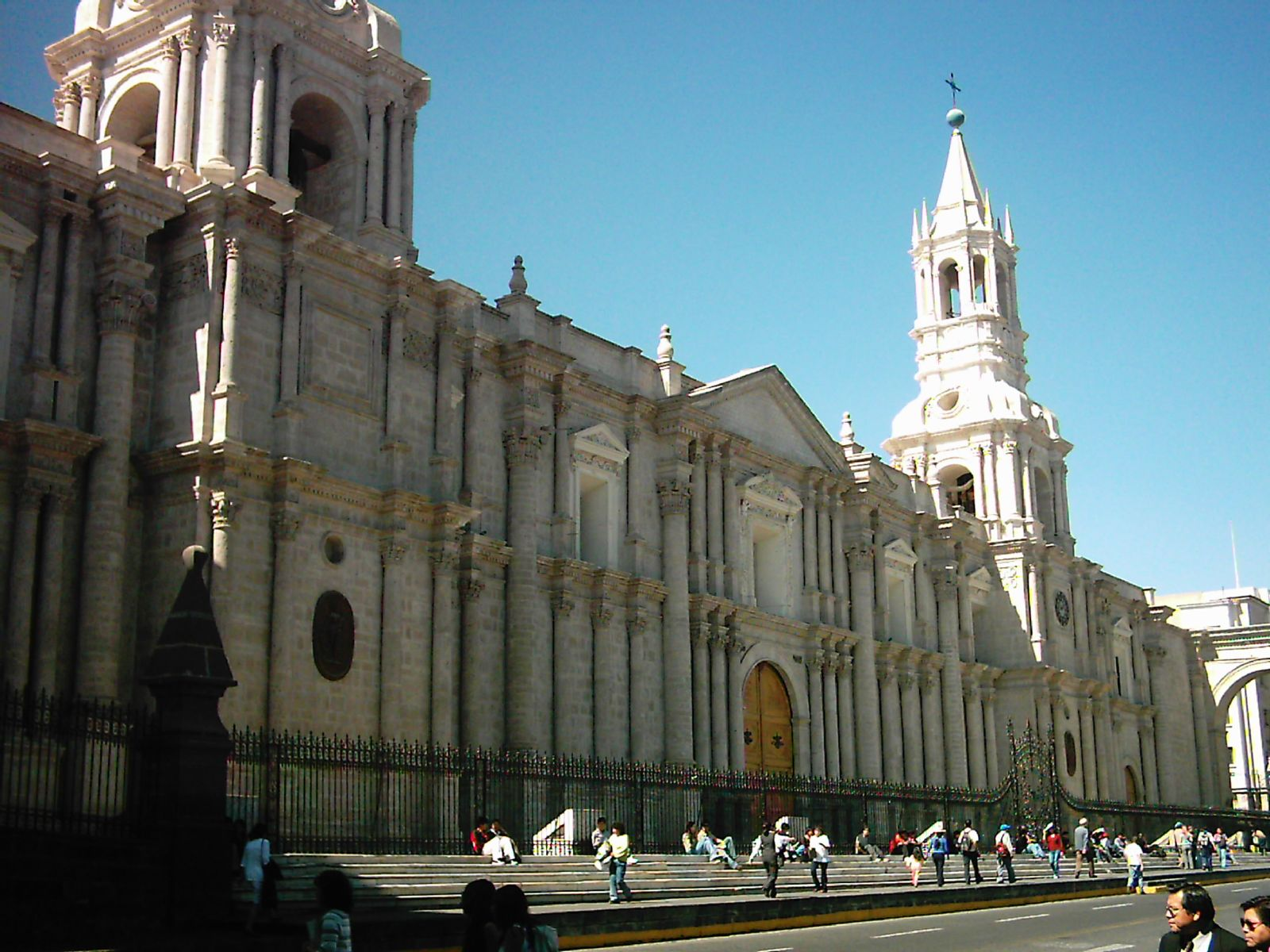
Arequipa

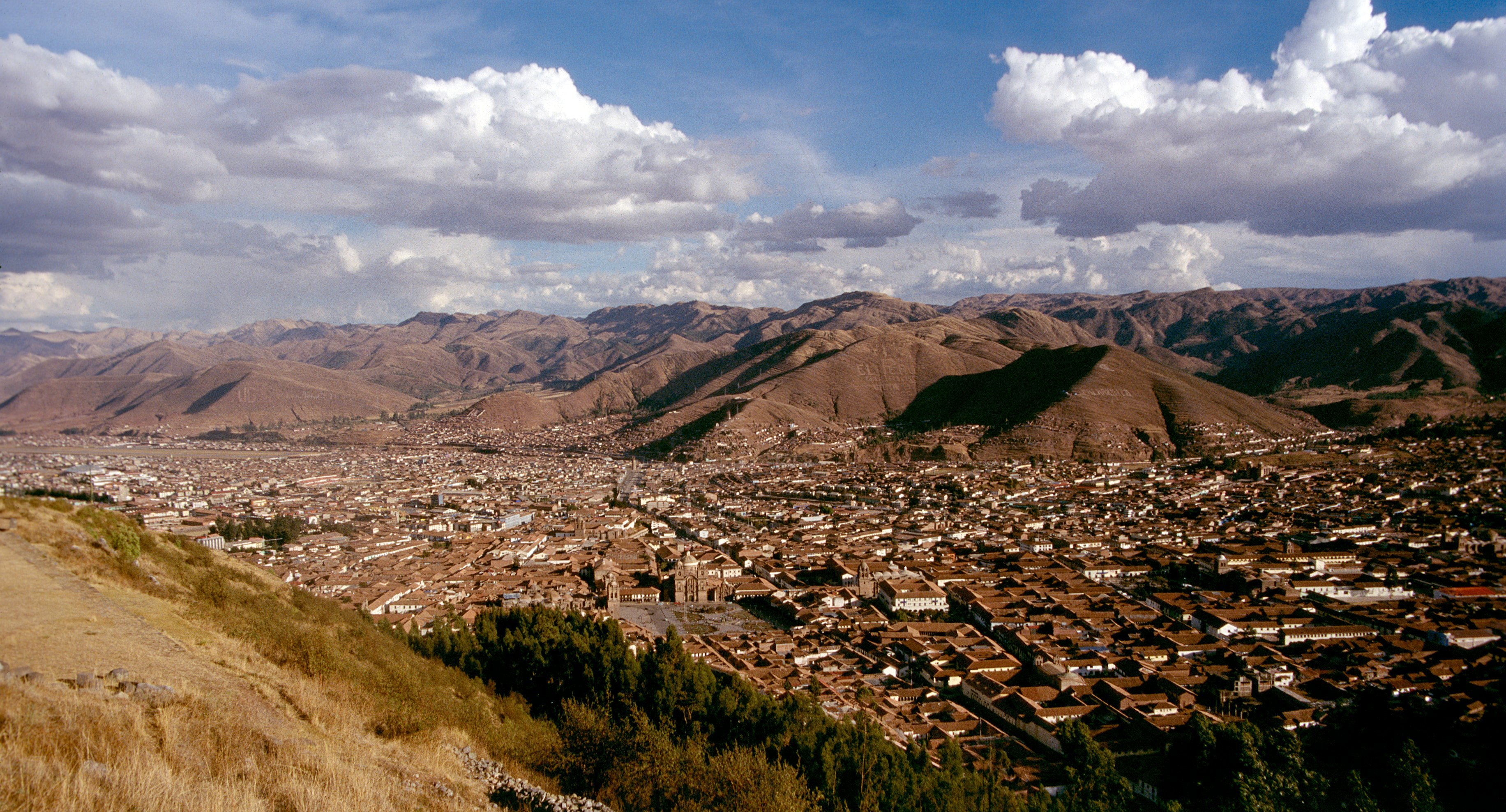
Cusco

- Bagua Grande (Corazón de Amazonas)
- Bajo Pichanaqui
- Bambamarca
- Cajabamba
- Cajamarca
- Callao
- Casa Grande
- Casma
- Catacaos
- Celendín
- Cerro de Pasco
- Chachapoyas
- Chancay
- Chanchamayo
- Chao
- Chepén
- Chiclayo
- Chimbote
- Chincha Alta
- Chota
- Chulucanas
- Contamana
- Corrales (Pedro de los Incas)
- Cuzco
- Cutervo
- El Pedregal (Majes)
- Espinar (Yauri)
- Ferreñafe
- Guadalupe
- Guadelupe (Salas)
- Huacho
- Hualmay
- Huamachuco
- Huancavelica
- Huancayo
- Huanchaco
- Huanta
- Huánuco
- Huaral
- Huaraz
- Huarmey
- Huaura
- Ica
- Ilave
- Ilo
- Imperial
- Iquitos
- Jaén
- Jauja
- Juanjuí
- Juliaca
- La Arena
- La Joya
- Lambayeque
- La Oroya
- La Peca
- Laredo
- La Unión
- Lambayeque
- Lima
- Mala
- Marcavelica
- Moche
- Mollendo
- Monsefú
- Moquegua
- Moyobamba
- Nauta
- Nazca
- Nueva Cajamarca
- Nuevo Imperial
- Pacasmayo
- Paiján
- Paita
- Paramonga
- Pátapo
- Perené
- Pichanaqui
- Pisco
- Piura
- Pomalca
- Pucallpa
- Puerto Maldonado
- Puno
- Querecotillo
- Quillabamba (Santa Ana)
- Requena
- Rioja
- San Clemente
- San Jacinto (Ignacio Escudero)
- San Ramón
- Santa
- Santa Maria
- Santiago
- Santiago de Cao
- San Vicente de Cañete
- Satipo
- Sechura
- Sicuani
- Sullana
- Tacna
- Talara (Pariñas)
- Tambo Grande
- Tarapoto
- Tarma
- Tingo María (Rupa-Rupa)
- Tocache
- Trujillo
- Tumán
- Tumbes
- Virú
- Yurimaguas
- Zarumilla